# Capra falconeri heptneri
Sous-espèce
Capra falconeri heptneri est une sous-espèce du Markhor (Capra falconeri), une espèce de bovidés caprins. Capra falconeri heptneri est en voie de disparition et originaire du Tadjikistan, du Pakistan, du Turkménistan et de l'Ouzbékistan, peut-être aussi de l'Afghanistan. Aujourd'hui, cette sous-espèce forme quelques populations dispersées, par exemple dans la réserve naturelle de Kugitang, dans le Turkménistan oriental.
La population de cette sous-espèce est d'environ 5 750 animaux.

## Systématique
Le nom valide complet (avec auteur) de ce taxon est Capra falconeri heptneri Zalkin, 1945.
Ce taxon porterait en français les noms vernaculaires ou normalisés suivants : Markhor de Boukharan et Markhor tadjik.[réf. nécessaire]
Capra falconeri heptneri a pour synonymes Capra falconeri ognevi :